# Sulinetwork-díj
A Sulinetwork-díj egy 2012-ben alapított szakmai elismerés, amit évről évre olyan pedagógusok, illetve oktatási szakemberek kaphatnak meg, akik kiemelkedő tevékenységükkel hozzájárultak a digitális írástudás terjesztéséhez, pedagógiai-módszertani támogatás kialakításához, valamint az info-kommunikációs technológia újszerű oktatási alkalmazásának disszeminációjához.
A díjjal jár egy kisplasztika, ami Szanyi Borbála szobrászművész alkotása. 
A Sulinetwork-díj elismerésben részesülhet minden magyar állampolgárságú pedagógus végzettségű szakember, aki teljesíti az adott évi kiírásban szereplő feltételeket, illetve nem rokona a jelölteket értékelő zsűrinek, és nem áll közvetlen szakmai kapcsolatban az adott évben felkért zsűritagokkal és az Oktatási Hivatallal.
A Sulinetwork-díjat évente legfeljebb három fő nyerheti el egy független szakmai bizottság döntése alapján. A díjazottak közül legalább ketten a közoktatásban gyakorló pedagógusok, és egyikük lehet olyan nem a közoktatásban dolgozó szakember, aki pedagógus végzettségű ugyan, de szakmai tevékenységét az oktatás más területein fejti ki a közoktatás javára. A szakmai zsűri dönthet úgy is, hogy háromnál kevesebb jelöltnek ítéli oda a díjat, ha ez indokolt.

## Története
Az első díjak átadására a Sulinetwork Konferencia Díjátadó Gálaestje keretében került sor Szegeden 2012-ben.

## Díjazottak
| év   | Díjazottak                | Díjazottak           | Díjazottak                     |
| ---- | ------------------------- | -------------------- | ------------------------------ |
| 2012 | Erdei Gyula               | Zsigó Zsolt          | Dr. Ollé János                 |
| 2013 | Gilicze Tamás             | Kiss Mónika          | Prievara Tibor, Nádori Gergely |
| 2015 | Benedekné Fekete Hajnalka | Klacsákné Tóth Ágota | Tóth Éva                       |
| 2016 | Nemes-Nagy Katalin Erika  | Egri Józsefné        | Koren Balázs                   |
| 2018 | Bognár Amália             | Novák Károly         | Dr. Főző Attila László         |
| 2019 | Jánossy Zsolt             | Fári János           | Dr. Abonyi-Tóth Andor          |
| 2020 | Szabó Norbert             | Tarné Éder Marianna  | Dr. Misley Helga               |
| 2021 | Csányi Judit              | Kothencz Erzsébet    | Pluhár Zsuzsa                  |
| 2022 | Antaliné Miss Lilla       | Márffy Bence         | Dr. Tóth-Mózer Szilvia         |
| 2023 | Filep Doina Otília        | Kerek Roland         | Farkas Bertalan Péter          |

## Forrás
- https://hirmagazin.sulinet.hu/hu/hirek/varjuk-a-jeloleseket-a-sulinetworkdijra-2022